# 美丽乳香树
美丽乳香树（学名：Boswellia ameero）是橄榄科乳香树属植物，原产索科特拉岛，种加词源自当地名称。其花朵亮粉色，十分美丽。